# Ставківська сільська рада (Веселинівський район)
Ставкі́вська сільська́ ра́да — колишній орган місцевого самоврядування в Веселинівському районі Миколаївської області. Адміністративний центр — село Ставки.

## Загальні відомості
- Територія ради: 6,104 км²
- Населення ради: 2 154 особи (станом на 2001 рік)

## Населені пункти
Сільській раді підпорядковані населені пункти:
- с. Ставки
- с. Зоря
- с. Києво-Олександрівське
- с. Новий Степ
- с. Староолексіївка
- с. Федорівка
- с. Штукар

## Склад ради
Рада складається з 16 депутатів та голови.
- Голова ради: Аббасов Камран Аббас Огли
- Секретар ради: Крижанівська Тетяна Олександрівна

### Керівний склад попередніх скликань
| ПІБ                       | Основні відомості                                                                       | Дата обрання | Дата звільнення |
| ------------------------- | --------------------------------------------------------------------------------------- | ------------ | --------------- |
| Аббасов Камран Аббас Огли | Сільський голова, 1958 року народження, освіта середня спеціальна, член Народної партії | 26.03.2006   | 31.10.2010      |
| Аббасов Камран Аббас Огли | Сільський голова, 1958 року народження, освіта середня спеціальна, член Партії регіонів | 31.10.2010   |                 |

Примітка: таблиця складена за даними сайту Верховної Ради України